# 1963年臺灣
|        | 臺灣歷史 \| 台灣歷史年表 |
| 世纪： | 19世纪臺灣 \| 20世纪臺灣 \| 21世纪臺灣 |
| 年代： | 1930年代臺灣 \| 1940年代臺灣 \| 1950年代臺灣 \| 1960年代臺灣 \| 1970年代臺灣 \| 1980年代臺灣 \| 1990年代臺灣                                           |
| 年份： | 1958年臺灣 \| 1959年臺灣 \| 1960年臺灣 \| 1961年臺灣 \| 1962年臺灣 \| 1963年臺灣 \| 1964年臺灣 \| 1965年臺灣 \| 1966年臺灣 \| 1967年臺灣 \| 1968年臺灣 |
| 纪年： | 癸卯年（兔年）、中華民國52年 |

## 政府

### 國家正副元首

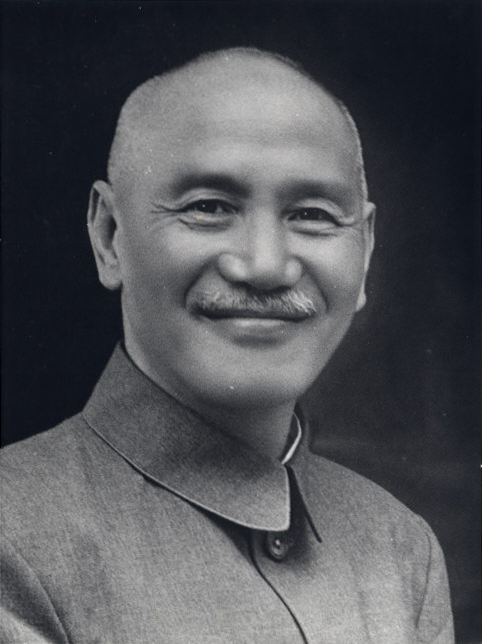
總統：蔣中正
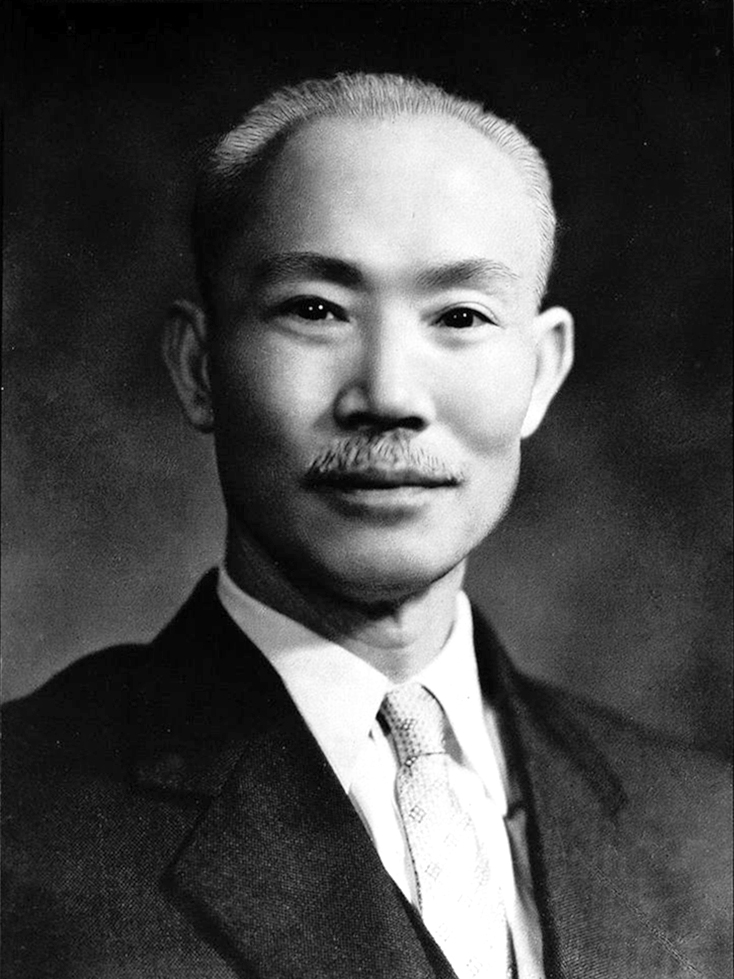
副總統：陳誠

### 五院首長

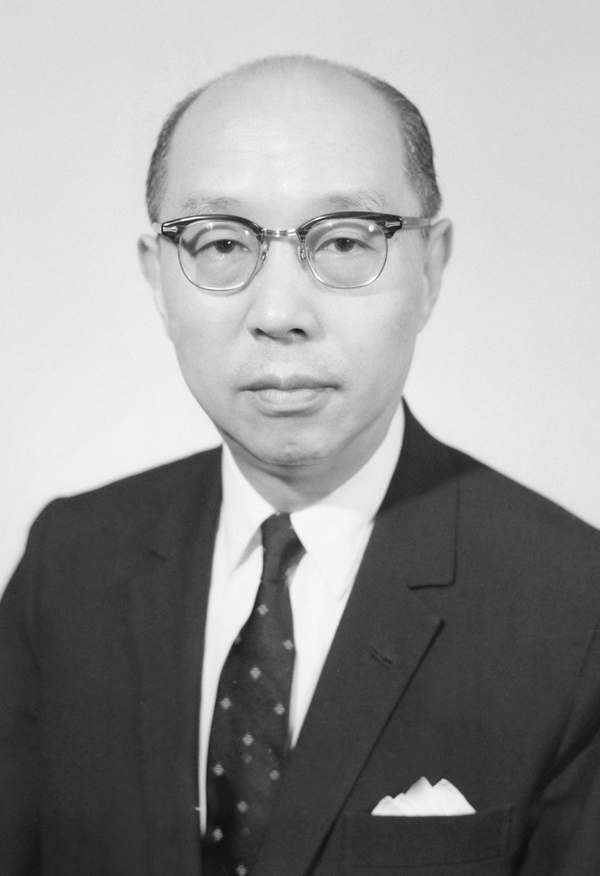
行政院院長：嚴家淦
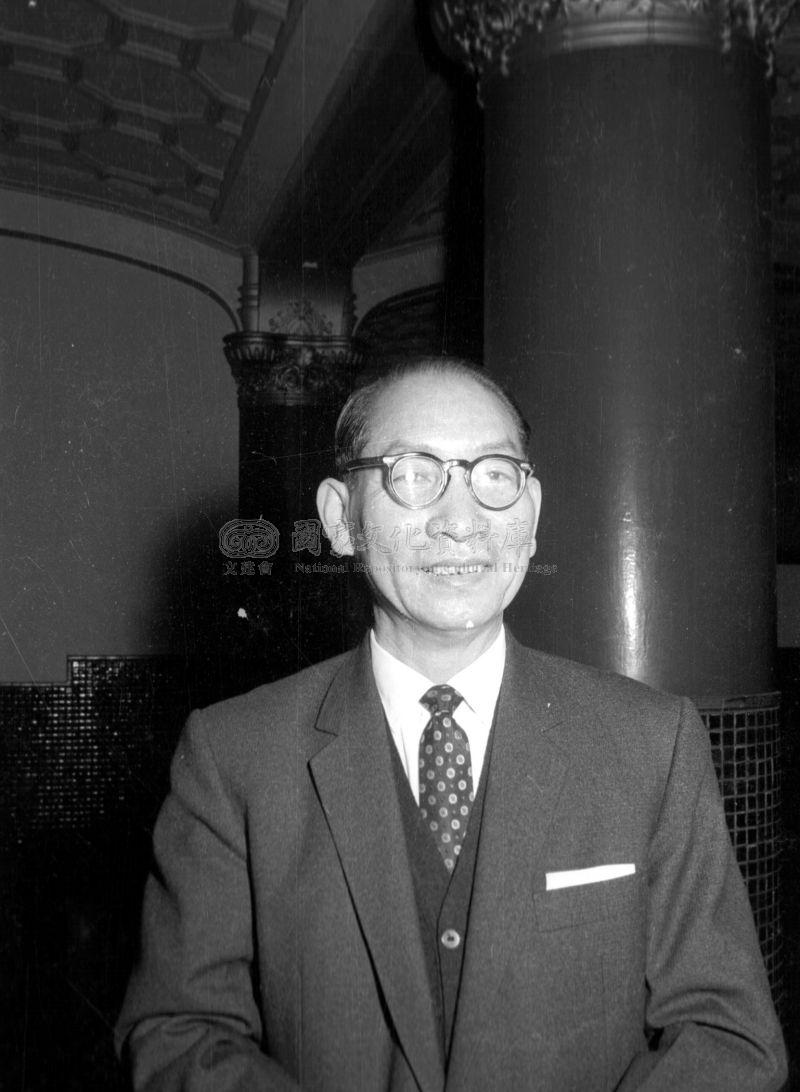
立法院院長：黃國書
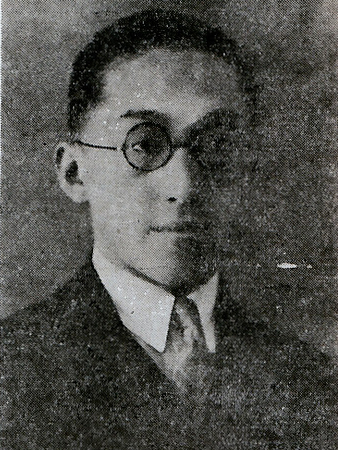
司法院院長：謝冠生
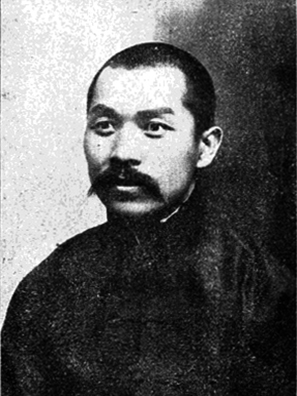
考試院院長：莫德惠
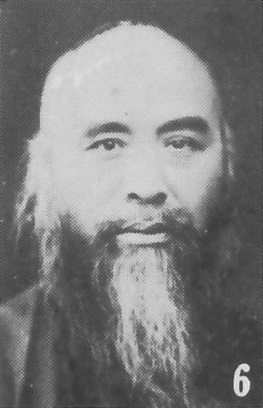
監察院院長：于右任

### 省政府主席

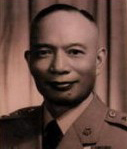
臺灣省政府主席：黃杰
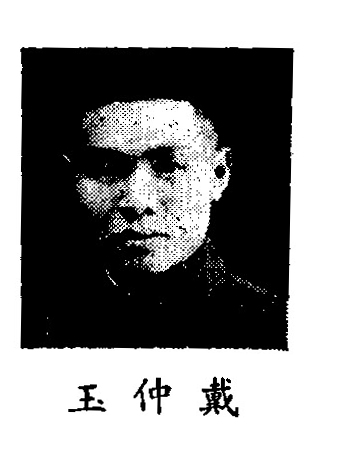
福建省政府主席：戴仲玉

### 成員變動

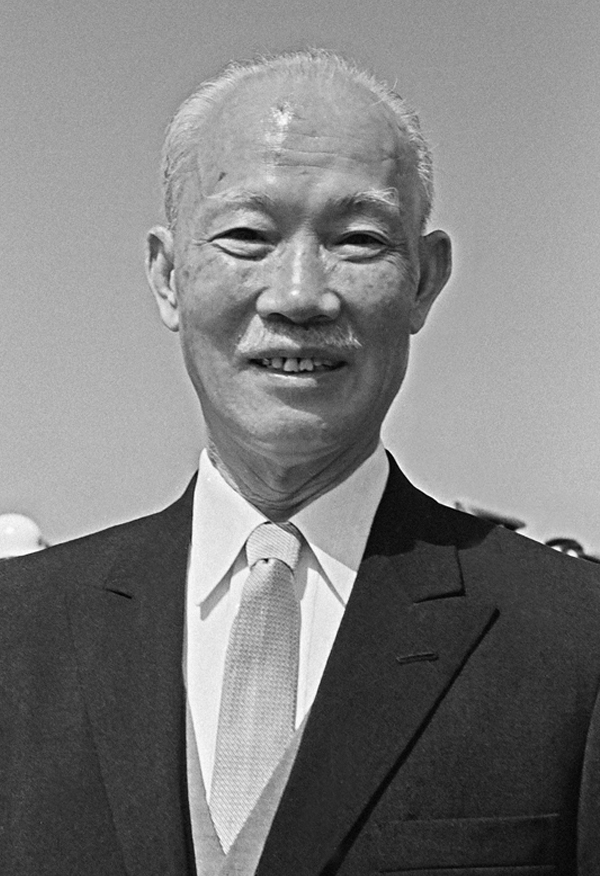
行政院院長：陳誠（內閣總辭）
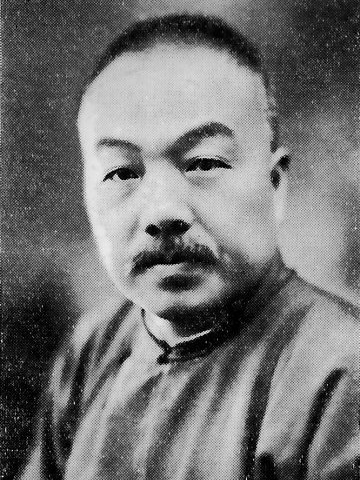
行政院院長：王雲五（代理結束）

## 大事記

### 1月
- 1月1日——美國國際開發總署署長貝爾（David E. Bell）訪臺，以了解臺灣對美援運用及需要情形[1]:688。
- 1月3日——前中央研究院代理院長朱家驊病逝（浙江吳興人，曾任交通部長、浙江省政府主席，又長期代理中央研究院院長，在南港重建中央研究院，對臺灣後來之學術發展頗有助益。）[1]:688。
- 1月8日——國防部證實：政府已派遣大批游擊幹部赴中國大陸各省建立基地[1]:688。
- 1月24日——外匯貿易審議委員會主任委員兼臺灣銀行董事長尹仲容病逝（湖南邵陽人，利用美援發展臺灣之紡織業、進行外匯改革，有助於臺灣經濟之發展。）[1]:688。
- 1月28日——副總統兼行政院長陳誠在美援運用委員會會議指出，「以農業為經濟基礎，工業化為努力目標」為當前經濟政策[1]:688。
- 1月29日——韓國外長崔德新訪臺7天（2月4日，發表聯合公報。）[1]:688。

### 2月
- 2月13日——宜蘭縣蘇澳鎮外海發生地震。

### 3月
- 3月4日——副總統陳誠代表總統蔣中正訪問越南（3月9日，與越南總統吳廷琰5次會，並發表聯合公報。）[1]:688。並與越南副總統阮玉書會晤[2]。
- 3月7日——行政院主計長由副主計長張導民升任[1]:688。
- 3月8日——臺灣省政府規定公務員十誡，以養成公務人員優良風氣，發揮最高行政效能[1]:689。
- 3月20日——陳誠代表蔣中正訪問菲律賓（3月23日，發表聯合公報，加強經濟技術合作與文化交流。）[1]:689。

### 4月
- 4月2日——美國總統甘迺迪於援外咨文中，要求協助自由亞洲對付中共侵略，並盛讚臺灣利用美援之成就[1]:689。
- 4月5日——美國宣布賴德（Jerauld Wright）繼任駐臺大使[1]:689。
- 4月21日——北部橫貫公路動工興築（1966年5月28日，竣工通車。）[1]:690。
- 4月24日——電影梁山伯與祝英台在臺上映（10月30日，主演者凌波抵臺，再掀梁祝熱。）[1]:690。
- 4月28日——臺灣省舉辦第三屆省議員選舉（6月2日，第三屆省議會成立，謝東閔、許金德分別當選正副議長。）[1]:690。

### 5月
- 5月1日——總統府秘書長張群代表總統訪問日本（5月16日，返國。）[1]:690。與前首相岸信介、首相池田勇人及朝野人士商談「中日全面合作、共同積極反共」。
- 5月2日——蔣經國主持行政院國軍退除役官兵就業輔導委員會各訓練機構業務檢討會議。
- 5月15日——總統明令公布12月25日為行憲紀念日[1]:690。
- 5月20日——特任汪公紀為駐馬拉加西共和國大使（1965年12月11日，由陳澤溎繼任大使。）[1]:690。

### 6月
- 西德在臺北成立德國文化中心[3]:p709（2009年7月1日，更名為台北歌德學院[4]）。
- 6月1日——曾當選克難英雄之空軍飛行員徐廷澤駕駛F-86型噴射戰鬥機飛往中國大陸福建[1]:690。
- 6月5日——泰國國王蒲美蓬及詩麗吉王后訪臺4天[1]:690。總統蔣中正與第一夫人宋美齡夫婦親至松山軍用機場以隆重軍禮歡迎[5][6][7]。
- 6月12日——中央銀行總裁徐柏園接任外匯貿易審議委員會兼任主委[1]:691。
- 6月26日——外交部長沈昌煥啟程赴羅馬參加教宗加冕典禮（7月12日，赴非洲各國訪問；9月5日，返國。）[1]:691。
- 6月27日——副總統兼行政院長陳誠請辭兼職（總統蔣中正特准自7月1日起給假一月休養；9月17日，銷假返任，投入葛樂禮颱風災後重建工作。）[1]:691。
- 6月30日——石門水庫大壩竣工（8月11日，開始放水，受益地區達1萬5,000公頃；8月16日，臺灣省政府石門水庫管理委員成立，接管原建設委員會職權。1964年4月15日，發電廠開始發電；6月14日，舉行竣工典禮；6月30日，大壩水庫工程移交石庫管理委員會；9月16日，開放觀光區。）[1]:691。

### 7月
- 7月1日——特任石覺為銓敍部長；中央銀行宣布全面降低存放利率10%，以減輕生產成本，活潑金融資本[1]:691。
- 7月2日——中華民國政府成立簡稱「明德小組」（德語：Ming-teh-Gruppe）的「明德專案連絡人室」，以推動與西德培訓在台之中華民國國軍事宜。與白團及美軍顧問團並列為戰後台灣三大外國軍事顧問團。另有派軍官赴德培訓的「培德案」，前後合計共培訓了25位軍官（前總統府國家安全會議秘書長殷宗文與前陸軍總司令李楨林、孟澤爾將軍侍從官王玉麒等[8]）。
- 7月15日——公布「戡亂時期貪污治罪條例」，以嚴刑峻法，整飭政風[1]:691。
- 7月20日——臺灣省政府設立2.9億元貸款基金，貸款佃農購買承租之耕地，徹底消除租佃制度[1]:691。
- 7月25日——游擊隊五批在粵閩沿海登陸成功（8月29日，中共在浙閩粵沿海布防，對抗游擊隊陸續登陸。）[1]:691。
- 7月29日——美援臺克猛犬式輕型坦克車（M41）一批，移交陸軍使用[1]:691。

### 8月
- 8月1日——琉球政府行政主席大田政作訪臺[1]:691。
- 8月8日——李克竣與親友集資新台幣200萬元，於臺北縣三重市創立歌林股份有限公司。
- 8月13日——日本池田勇人內閣內閣會議通過由日本倉敷縲縈公司，向中共出售一套製造維尼龍工廠整廠設備的案子，工廠生產能力為每天生產人造纖維三十噸，價格為2,000萬美元；其中立即付款部分僅500萬美元，其餘1,500萬元由日本進出口銀行貸款，准由中共分5年分期支付，年息6分[9]。臺灣極力表示反對[10]:104。池田勇人則以「這是依循政經分離原則的貿易」為藉口，一意孤行。這座日本政府之此一決定，無異給中共以經濟援助，而維尼龍製品在軍用上也頗有價值，因此也可以算是軍援；當倉敷工廠案尚未解決之時，池田首相在國會發言，主張「兩個中國」，並稱中華民國為「蔣政權」，稱中共為「中華人民共和國」，又對新聞記者表示中華民國反攻大陸為夢想，激怒台灣上下[9]。
- 8月16日——國防部總政治部改制為總政治作戰部[1]:692。
- 8月22日——外交部電駐日大使張厲生就日本出售2,000萬美元人造纖維工廠給中共一事提出交涉（8月28日，張厲生向日本外務省嚴重抗議，促日本取消人造纖維工廠售予中共。9月18日，日本首相池田勇人公然表示：中華民國沒有希望光復大陸。一群青年聚集臺北日本使館前示威抗議。9月20日，民眾向日本大使館投擲石塊表達不滿。9月21日，各界領袖堅決支持政府對日採取強硬措施。）[1]:692。
- 8月23日——駐美大使蔣廷黻代表中華民國在核子禁試條約中簽字，為第74個簽署國[1]:692。

### 9月
- 9月1日——美援運用委員會改組，更名為國際經濟合作發展委員會，仍由陳誠兼任主任委員[1]:692。
- 9月6日——行政院政務委員兼國軍退役官兵輔導委員會主任委員蔣經國應美國國務院邀請，訪美10天[1]:692。蔣經國赴美訪問，會見美國總統甘迺迪，會談雙方共同關切問題[10]:105。蔣經國二度訪美，謀求美國支持、諒解，探索美方底蘊[11]:520。
- 9月11日——超強颱風葛樂禮侵襲臺灣東北部，災害慘重，損失16億元（9月12日，行政院下令迅予救濟，並檢討北區防洪措施）[1]:692-693。颱風葛樂禮從台灣北部海域經過，由於雨量太大及正值漲潮期，加上石門水庫洩洪，造成整個台北盆地大淹水，泡在水裡三天三夜。同日611次貨物列車於烏樹林橋（今頭前溪橋南半段，北半段則為紅毛田溪橋新竹北），因葛樂禮颱風來襲，溪水暴漲，造成該橋嚴重傾斜，列車掉入河底，二名駕駛以及列車長殉職，事故機車R50號後來被挖回修復並使用至2008年退役[12]。
- 9月15日——美國陸軍部長范錫（Harrell T. Vance）訪臺[1]:693。
- 9月19日——日本首相池田勇人在招待美國赫斯特報系總編輯等人時表示﹕「中共在三、五年內不會有變化；臺灣的反攻大陸政策，沒有依據，近乎幻想。」
- 9月21日——為表示不滿日本政府，召還駐日大使張厲生[9]。總統蔣中正接見美國記者，嚴斥日本首相池田勇人對中華民國光復大陸之能力表示懷疑之談話[1]:693。蔣接見由東京來到台北的赫斯特報系總編輯等同一批人士時，指出《中蘇友好同盟互助條約》係防日本軍國主義，並警告日本人勿忘歷史教訓[10]:105。
- 9月29日——臺灣省政府主席黃杰主持曾文溪海埔地示範區開發工程開工（1965年7月11日，闢曾文溪海埔地為魚塭。1967年1月15日，開發完成。）[1]:693。

### 10月
- 10月7日——中共訪日代表團成員周鴻慶向蘇聯駐日使館請求政治庇護（10月8日，中華民國駐日大使館要求交予我方保護；10月25日，受日本左派團體影響，周鴻慶決返回中國大陸；12月25日，日本外務省亞洲局長後宮虎郎來臺說明；12月28日，外交部長沈昌煥召見日本駐臺大使木村四郎七；12月30日，外交部決召回駐日使館高級官員。1964年1月9日，周鴻慶被押返中國大陸。）[1]:693。中共於9月6日派「油壓機械考察團」赴日，本日準備返回中國大陸，團員周鴻慶欲前往臺灣尋求政治庇護，誤入蘇俄駐日大使館，俄使館將周交給日警，我駐日使館即與日方聯繫願接周回臺灣，但日方處理此案時偏袒中共方面，使周鴻慶改變意志說要返回大陸[9]。池田勇人內閣將欲投奔臺灣之周鴻慶遣返中國大陸，種種不友好行動，使臺日關係瀕於破裂[10]:106。史稱「周鴻慶事件」[13]。
- 10月10日——總統蔣中正發表國慶文告，表示短期內可消滅中共，宣布放棄「抗俄」之想法[1]:693。
- 10月13日——臺、美簽訂臺灣棉紡織品對美輸出4年雙邊協定[1]:693。
- 10月21日——第十八屆聯合國大會以57票對41票，12票棄權，否決阿爾巴尼亞所提以中共取代中華民國在聯合國席位案[1]:694。
- 10月26日——政府派遣11批反共游擊隊順利登上中國大陸，深入內地，與中國大陸反共武力會合[1]:694。
- 10月30日——日本自民黨副總裁大野伴睦來臺向蔣中正總統祝壽，並攜日本首相池田勇人解釋對中共貿易問題函[1]:694。在臺北市國光戲院舉行第2屆金馬獎。

### 11月
- 11月1日——葉常棣少校駕駛U-2對武漢疑似核武器設施執行偵察任務，後在江西鷹潭附近被解放軍空軍的SA-2飛彈擊落俘擄。葉常棣於1983年雙十節與張立義少校同時釋放至香港，經美國中情局協助安排赴美定居。
- 11月2日——由建築師貝聿銘設計之東海大學路思義教堂落成[1]:694。
- 11月4日——中共宣布：本年6月23日至10月24日間，有9批國軍游擊隊進入中國大陸[1]:694。
- 11月6日——副總統兼行政院長陳誠在國際經濟合作發展委員會指出，經濟發展新目標為增加出口，建立完整工業系統，成為真正工業化國家[1]:694。
- 11月12日——中國國民黨第九次全國代表大會於臺北揭幕（11月20日，修正通過黨章、政綱及現階段工作綱領；11月21日，通過蔣中正連任總裁及籌組「中華民國反共建國聯盟」；11月22日，通過陳誠連任副總裁，于右任等144人為中央評議委員，蔣經國等74人為當選為中央委員。）[1]:694。
- 11月14日——總統蔣中正對美國記者說：大陸反共游擊隊已建立游擊基地，實力正在迅速成長之中[1]:694。
- 11月17日——全臺各地學生推行不買日貨、不看日本電影、不聽日本音樂、不講日語、不閱日本書刊之「五不運動」[1]:694。
- 11月18日——名書畫家溥儒病逝（出身清皇室，書畫造詣與張大千齊名，並稱為「南張北溥」，1949年抵臺後曾任教於臺灣師範大學，也赴亞洲各國講學。）[1]:694。反共游擊隊奇襲福建沿海，登陸琅琦島（11月19日，再度突擊霞浦海尾及南日島西端。）[1]:695。
- 11月21日——臺灣省政府修正發布「臺灣省各縣市實施地方自治綱要」等6項地方自治法規，縣市代表、鄉鎮代表任期改為4年[1]:695。
- 11月23日——中國國民黨舉行第九屆全國代表大會一中全會，通過總裁蔣中正提名之蔣經國等15人為中央常務委員；甲骨文研究專家董作賓逝世（河南南陽人，曾主持殷墟挖掘，有功於考古學及殷商史研究，在甲骨文考釋之成就尤其受到國際矚目。）[1]:695。
- 11月26日——臺、美聯合兩棲空降「北斗演習」，於臺灣南部揭幕（12月5日，結束。）[1]:695。

### 12月
- 12月4日——副總統陳誠辭行政院長兼職（12月10日，特任嚴家淦為行政院長。）[1]:695。
- 12月13日——俞瑞璋、錢復、彭明敏等人當選第一屆十大傑出青年[1]:695。
- 12月14日——總統蔣中正任命行政院各部會首長：行政院副院長余井塘、秘書長謝耿民、財政部長陳慶瑜、蒙藏委員會委員長郭寄嶠、政務委員陳雪屏、田炯錦、賀衷寒、董文琦[1]:695。
- 12月15日——慶賀大韓民國大統領朴正熙就職典禮特使彭孟輯率團赴韓[1]:695。
- 12月19日——行政院長嚴家淦兼任國際經濟合作發展委員會主任委員，聘李國鼎為副主任委員，張繼正為秘書長[1]:695。

## 出生
参见： 1963年出生
- 1月1日——甘懷真：歷史學家。
- 1月2日——鍾東錦：政治人物，現任苗栗縣縣長，曾任苗栗縣議會議長。
- 1月8日——許常德：作詞家。
- 1月10日——楊麗音：演員。
- 1月12日——
  - 謝佳勳：主持人。
  - 夏治世：配音員。
- 1月19日——
  - 張菊芳：政治人物、律師，現任監察委員。
  - 趙玉平：人權運動人士。
- 1月20日——
  - 劉依純：歌手，是包偉銘之妻。
  - 劉天健：貝斯手、作曲家、音樂製作人，是虹樂團成員之一。
- 1月21日——王海玲：歌手。
- 1月25日——羅世幸：棒球選手。
- 1月28日——江惠貞：政治人物、國文科教師。
- 2月4日——黃建群：演員，是王百瑜前夫。
- 2月7日——張清照：政治人物，是張清堂之弟，現任台中市議會議長。
- 2月10日——陳雷：歌手。
- 2月13日——金瑞瑤：歌手。
- 2月14日——
  - 陳輝龍：小說家。
  - 陳曉東：剪接師。
  - 翁美春：政治人物。
- 2月17日——黃仁勳：電子工程師，是移居美國的台灣企業家，為2023年持有383億美元（約1兆2千億台幣）資產的富翁。
- 2月24日——吳琪銘：政治人物。
- 3月12日——鄺麗貞：政治人物、空服員，曾任台東縣縣長。
- 3月18日——魏明谷：政治人物。
- 3月19日——洪榮宏：歌手、主持人，是洪一峰長子。
- 3月20日——朱俊曉：政治人物，曾任立法委員、國民大會代表。
- 3月22日——方仰寧：警務人員，曾任台南市警察局局長、彰化縣警察局局長、屏東縣警察局局長。
- 3月23日——劉偉仁：歌手、音樂製作人，是幻眼合唱團第二任主唱，曾為飛鷹三姝音樂指導。
- 4月1日——段樹文：政治人物。
- 4月4日——吳益政：政治人物。
- 4月5日——楊照，作家。
- 4月16日——
  - 李真：雕塑家。
  - 管仁健，作家、文史工作者。
- 4月20日——莊瑞雄：政治人物。
- 4月24日——彭權國：藥師。
- 4月29日——傅大偉：政治人物。
- 5月1日——蔣根煌：政治人物，現任新北市議會議長。
- 5月3日——劉玉璞：演員。
- 5月4日——千百惠：歌手。
- 5月11日——崔麗心：新聞主播、主持人。
- 5月19日——蕭志全：政治人物。
- 5月31日——趙永馨：演員。
- 6月1日——謝明昌：氣象主播。
- 6月3日——陳福海：政治人物，現任金門縣縣長，曾任立法委員、金門縣議員、金湖鎮鎮長。
- 6月8日——賴佩霞：歌手、演員、主持人，是謝沛恩之母。
- 6月10日——賴英里：長笛演奏家。
- 6月20日——林琨瑋：棒球教練，是林琨瀚之兄。
- 6月21日——黃小琥：歌手。
- 6月22日——許志杉：桌球運動員。
- 6月29日——劉明勳：演員、配音員。
- 7月2日——
  - 曹啟泰：演員、主持人。
  - 吳思賢：棒球教練。
- 7月10日——許舒博：政治人物，是許文志之子，曾任立法委員。
- 7月14日——王俊傑：混音師。
- 7月25日——邱瓈寬：導演、製片人、經紀人。
- 7月29日——賴秋媚：政治人物。
- 7月30日——屠穎：編曲家。
- 8月1日——趙涵㨗：電腦科學家，現任國立東華大學校長。
- 8月2日——鄭華娟：歌手。
- 8月6日——王琄：演員、副教授，現任教於國立臺灣師範大學表演藝術研究所。
- 8月8日——
  - 高志鵬：政治人物。
  - 楊子葆：政治人物。
- 8月10日——李佳芬：記者、政治人物，是李日貴之女、韓國瑜之妻，為維多利亞學校創辦人之一，曾任中國時報記者、雲林縣議員。
- 8月15日——
  - 侯武忠：醫師。
  - 潘孟安：政治人物，曾任立法委員、屏東縣議員、屏東縣縣長、車城鄉鄉民代表。
  - 陳義信：棒球選手。
- 8月16日——
  - 詹江村：政治人物。
  - 周台英：足球教練。
- 8月18日——魏美惠：桌球運動員。
- 8月19日——周海容：籃球教練。
- 8月20日——
  - 林慧萍：歌手。
  - —王豪：演員。
  - 卓惠珠：講師、部落客。
  - 郭信良：政治人物。
- 8月27日——范怡文：歌手。
- 9月1日——蔡生豐：棒球選手，現被終身禁賽。
- 9月3日——王幗英：會計師。
- 9月4日——章正輝：政治人物。
- 9月14日——廖述炘：政治運動人士。
- 9月20日——
  - 劉寶傑：記者、主持人。
  - 黃煚隆：棒球教練，是黃俊傑之兄。
- 9月21日——
  - 黃穎峰：醫師。
  - 王瑞麟：軍事人物。
- 9月24日——趙一豪：歌手。
- 9月26日——黃偉哲：政治人物。
- 9月27日——
  - 余政道：政治人物，是余政憲之弟。
  - 彭華幹：時事評論家。
- 9月29日——林久翔：政治人物，是林為恭之孫，曾任苗栗縣副縣長。
- 10月2日——
  - 丁曉雯：歌手。
  - 王秋冬：政治人物，現任台北市政府副秘書長，曾任高雄市勞工局局長、台中市民政局局長。
- 10月7日——陳金茂：棒球捕手。
- 10月16日——
  - 孫興，香港男演員。1990年，27歲的孫興到臺灣演出電視劇，中視《希望之鴿》、華視《家有仙妻》、台視《倚天屠龍記》。
  - 楊雅惠：牧師。
- 10月17日——賴崇光：棒球捕手。
- 10月20日——張存偉：黑道人物。
- 10月21日——謝震武：律師、主持人。
- 10月22日——吳文嘉：桌球運動員。
- 10月26日——劉麗惠：新聞主播、主持人。
- 10月28日——
  - 席曼寧：演員。
  - 曹文傑：導演。
  - 任正華：漫畫家。
- 11月5日——蔡素芬：小說家。
- 11月6日——
  - 張顯耀，政治人物。曾任立委、陸委會主委。
  - 李先仁：政治人物。
  - 楊峻榮：歌手、演員。
- 11月9日——陳明澤：政治人物。
- 11月10日——
  - 賴朝國：政治人物。
  - 郭進興：棒球選手，是郭婷筠之父。
- 11月14日——段宜康：政治人物，曾任立法委員、台北市議員。
- 11月15日——陳大豐：旅日棒球選手，是陳大順之兄。
- 11月17日——吳嘉和：政治人物。
- 11月19日——張雅琴：新聞主播、主持人。
- 11月25日——張蓉蓉：歌手。
- 11月29日——魏振恩：作家，曾任教於聖約翰科技大學。
- 12月4日——
  - 潘若迪：通告藝人、健身教練。
  - 魯明哲：政治人物，是魯鳳之子，曾任立法委員、桃園市議員、中壢市市長。
- 12月15日——吳旭文：音樂製作人。
- 12月18日——汪俊良：棒球教練。
- 12月23日——張友誠：漫畫家。
- 12月24日——王瑞德：記者、時事評論家。
- 12月28日——楊忠衡：作家、記者、音樂製作人、藝術總監。

## 逝世
- 3月5日——唐榮，企業家，唐榮鐵工廠創辦人。（1880年出生）
- 3月22日——羅萬俥，日治時期社會運動者，戰後曾任臺中市參議會參議長，病逝東京。（1898年出生）
- 5月18日——許丙，企業家，曾任職於板橋林家。（1891年出生）
- 5月28日——陳智雄，台灣獨立運動參與者，遭國民黨政府處決（1916年出生）
- 6月30日——韓石泉，醫師、日治時期社會運動者，戰後曾任臺灣省參議會參議員。（1897年出生）
- 7月20日——黃呈聰，商人、日治時期社會運動者，曾任《臺灣民報》庶務主任與發行人。（1886年出生）
- 10月31日——謝文程，政治人物。時任臺北縣縣長，腦溢血。
- 11月23日——董作賓，考古學家、甲骨文研究者（1895年出生）